# بوينغ فيلد

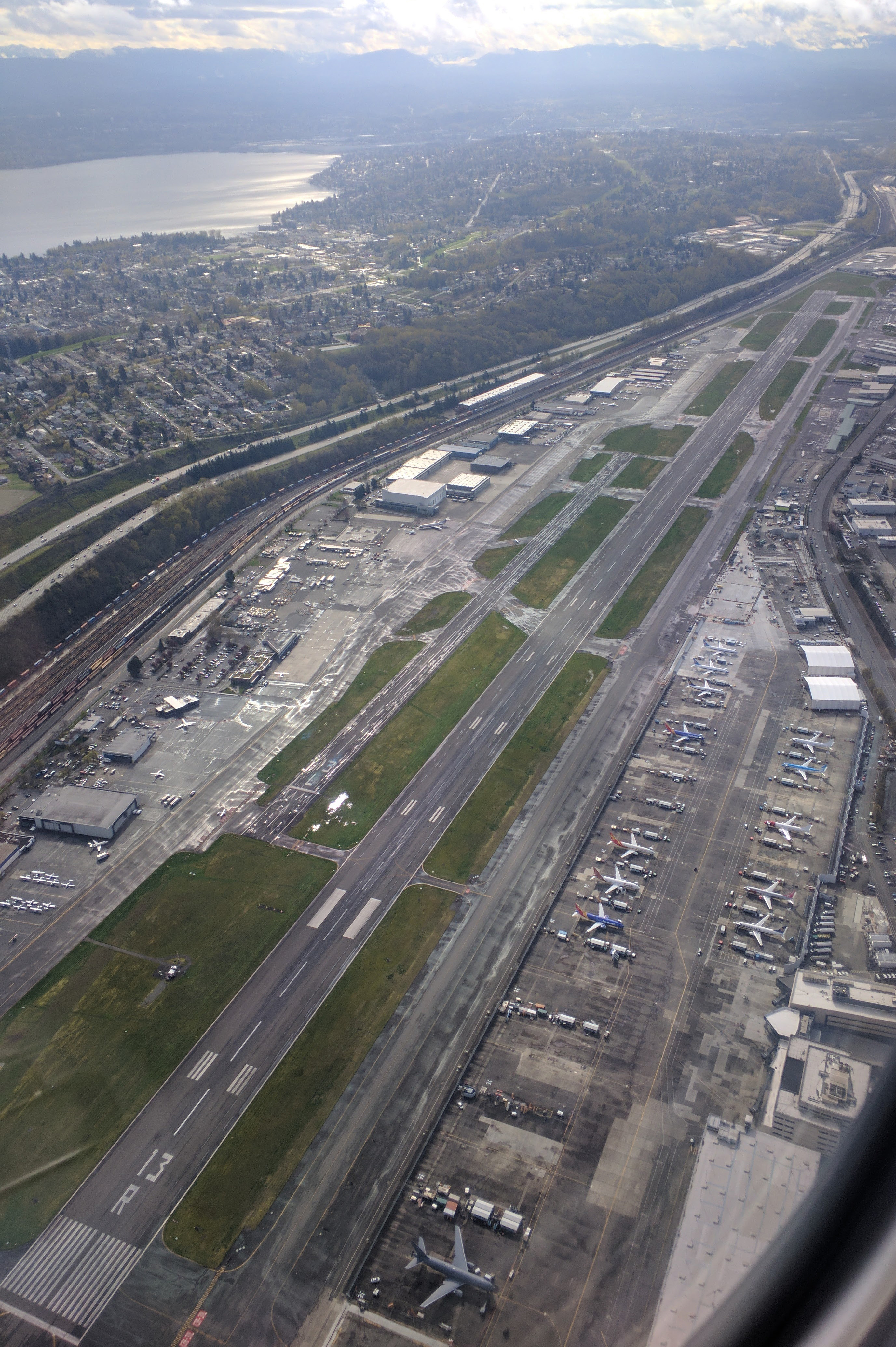
Boeing Field aerial from the northwest

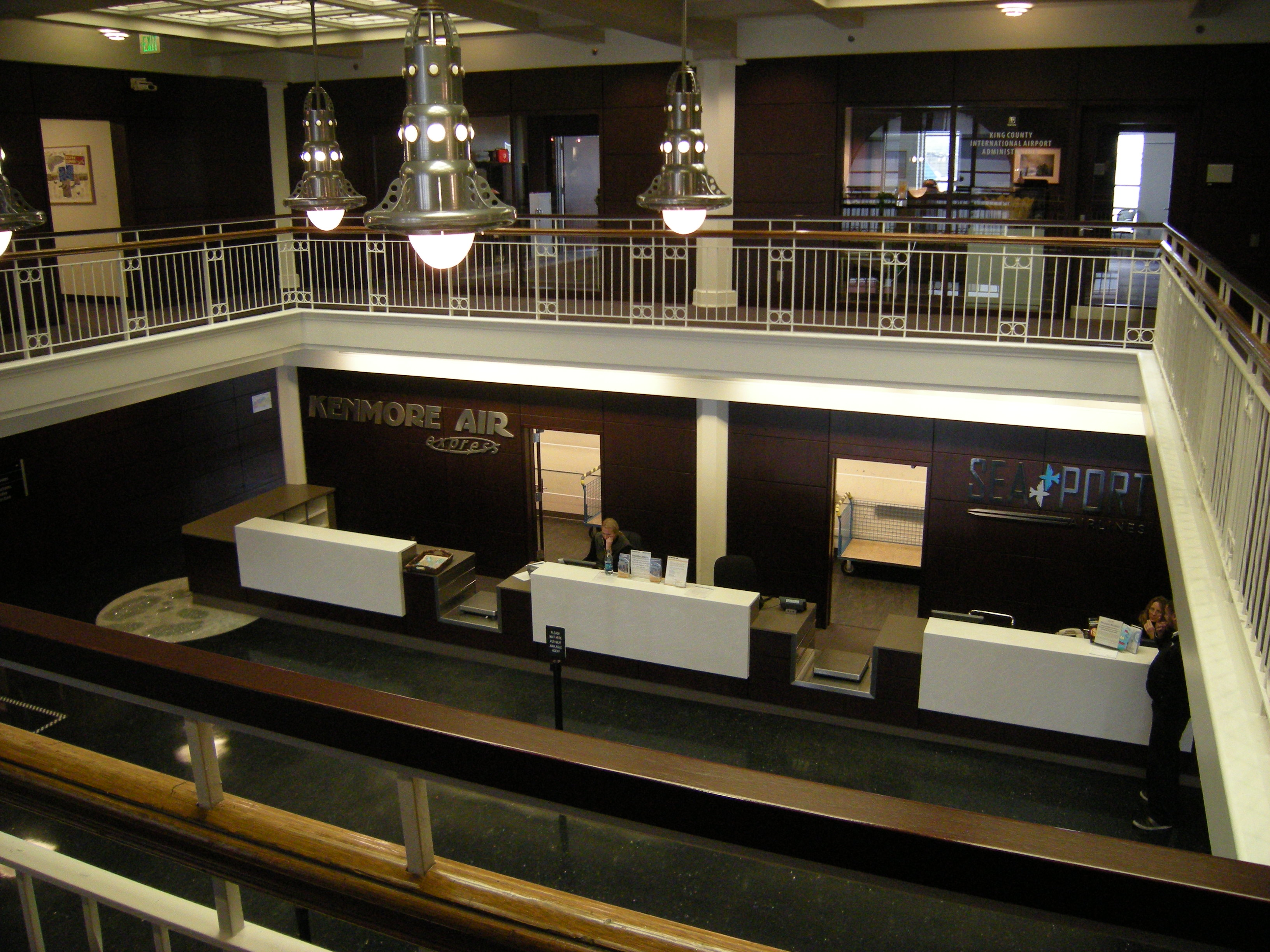
Boeing Field terminal interior, showing the ticket counters of Kenmore Air and SeaPort Airlines, before the latter discontinued service to the airport in 2012

بوينغ فيلد (Boeing Field)، رسميا مطار كينغ كونتي الدولي (King County International Airport) (إياتا: BFI، إيكاو: KBFI، معرف الموقع إف إيه إيه: BFI)، هو مطار عام تملكه وتشغله مقاطعة كينغ، على بعد خمسة أميال جنوب وسط مدينة سياتل ، واشنطن. المطار لديه بعض من خدمات الركاب، ولكن يستخدم في الغالب من قبل الطيران العام والشحن. سمي باسم مؤسس بوينغ، ويليام بوينغ.
تقع معظم أراضي المطار في سياتل إلى الجنوب مباشرة من جورج تاون، وتمتد أطرافها الجنوبية إلى توكويلا. وهو يغطي مساحة 594 أكر (240 ها) ويقوم بأكثر من 375،000 عملية تشغيلية سنويا.

## روابط خارجية
- King County Department of Transportation: Airport Page
- WSDOT Pilot's Guide: Boeing Field/King County International (نسق المستندات المنقولة 71 kb)
- WSDOT Economic Impacts: Boeing Field/King County Int'l[وصلة مكسورة] (نسق المستندات المنقولة 437 kb)
- Aerial image as of June 2002 from الماسح الجيولوجي الأمريكي الخريطة الوطنية الأمريكية
- مخطط الإف إيه إيه للمطار (PDF), صالح لتاريخ 3 يونيو 2010
- FAA Terminal Procedures for BFI, effective خطأ: زمن غير صحيح.
- مصادر لهذا المطار:
  - من AirNav: معلومات المطار ل KBFI
  - من ASN: تاريخ الحواث لBFI
  - من FlightAware: معلومات المطار ل ومتعقب حي للرحلات
  - من NOAA/NWS: اخر ملاحظات الطقس
  - من SkyVector: وثيقة الطيران ل KBFI
  - من FAA: تأخير المعلومات حي BFI